# 方城県 (承徳市)
方城県（ほうじょう-けん）は中華人民共和国北京市にかつて設置された県。現在の密雲区北東部に位置する。
南北朝時代の北魏により現在の河北省承徳市隆化県一帯に設置された。539年（元象2年）、東魏により現在の密雲区北東部に遷されている。北斉により廃止され、管轄区域は密雲県に統合された。